# Elżbieta Adamska-Wedler
Elżbieta Donata Adamska-Wedler (ur. 7 marca 1968 w Rudzie Śląskiej) – polska polityk, posłanka na Sejm III kadencji.

## Życiorys
Ukończyła w 1992 studia na Wydziale Filologiczno-Historycznym Wyższej Szkoły Pedagogicznej w Opolu. W tym samym roku została szefową biura poselskiego Krzysztofa Popendy.
Należała do Konfederacji Polski Niepodległej, w połowie lat 90. przeszła do KPN-OP. W latach 1997–2001 sprawowała mandat posła III kadencji z ramienia Akcji Wyborczej Solidarność.
W 2001 nie ubiegała się o reelekcję i wycofała z polityki. W 2006 została powołana do rady nadzorczej PKS Strzelce Opolskie, będącej spółką Skarbu Państwa. W 2011 przystąpiła do partii Polska Jest Najważniejsza i kandydowała z jej listy do Sejmu. Po rozwiązaniu PJN przystąpiła do współtworzonej przez nią Polski Razem Jarosława Gowina, w 2014 kandydowała z jej listy do Parlamentu Europejskiego. W tym samym roku z ramienia komitetu Nasz Samorząd bez powodzenia startowała na wójta gminy Chrząstowice oraz do rady powiatu opolskiego, a w 2018 ubiegała się o mandat radnej gminy. Objęła funkcję regionalnego skarbnika Polski Razem, w 2017 partia przekształciła się w Porozumienie. W 2024 wystartowała natomiast do rady powiatu opolskiego z listy komitetu zorganizowanego przez Marcina Ociepę.